# Авионска несрећа у Кожикодеу 2020.
Авионска несрећа у Кожикодеу 2020. догодила се 7. августа када је авион Ер Индије експреса са 190 путника и чланова посаде излетео са писте на Аеродрому Каликут у индијском граду Кожикоде у држави Керала. Погинуло је укупно двадесет и једна особа (деветнаест путника, пилот и копилот) док је 169 путника преживело. Повређено је 167 особа.
Авион типа боинг 737 полетео је из Дубаја ка Кожикодеу како би превезао држављане Индије који нису могли да се врате у домовину због путних рестрикција уведених да би се спречило ширење ковида 19. Авион није могао да слети први пут због учестале кише, те је затим пилот покушао прићи писти с друге стране. Међутим, авион је промашио писту и слетео је на оближњу пољану где се и преполовио. У тренутку слетања није било пожара па су спасиоци имали прилику да извуку велики број повређених. Иследници су успели да пронађу црну кутију из олупина летелице.

## Жртве
У авиону је укупно било 184 путника и шест чланова особе. Сви су били Индијци. Двадесет и једна особа је погинула у несрећи (деветнаест путника и оба пилота) и више од 100 особа је повређено.
|                 | Број особа у авиону | Преживелих | Погинулих |
| --------------- | ------------------- | ---------- | --------- |
| Путници         | 184                 | 165        | 19        |
| Пилоти          | 2                   | 0          | 2         |
| Кабинска посада | 4                   | 4          | 0         |
| Укупно          | 190                 | 169        | 21        |